# Đỗ Mười

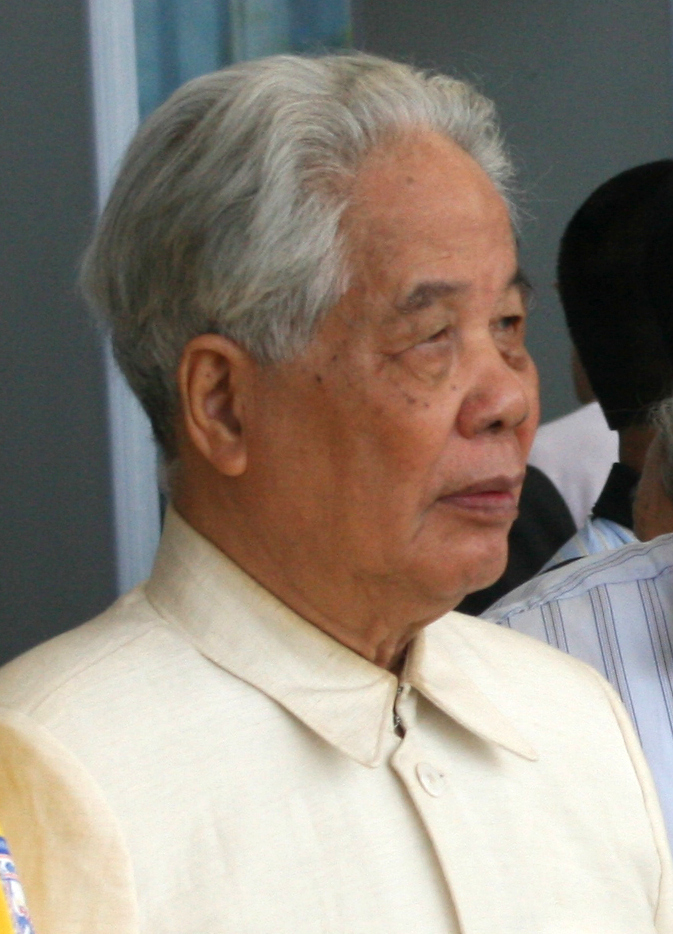
Đỗ Mười

Đỗ Mười (Hán Nôm 杜梅; * 2. Februar 1917 in Dong My; † 1. Oktober 2018 in Hanoi) war ein vietnamesischer Politiker. Er war von 1991 bis 1997 Generalsekretär der Kommunistischen Partei Vietnams (KPV).
Đỗ Mười, Sohn einer nordvietnamesischen Bauernfamilie, trat 1939 der KP Indochinas bei. 1941 wurde er von den französischen Kolonialbehörden zu zehn Jahren Haft verurteilt. Nachdem er aus dem Gefängnis Hoa Lo geflohen war, nahm er 1945 seine illegale Tätigkeit in der Funktion des Ersten Sekretärs des Provinzparteikomitees Hai Dong wieder auf. 1951 wurde er Erster Sekretär des Parteikomitees der Ta-Ngan-Zone, 1955 dann Erster Sekretär des Stadtparteikomitees von Haiphong. Đỗ Mười war seit 1960 Mitglied des ZK und seit 1982 Mitglied des Politbüros des ZK der KPV.
Seit 1960 war Đỗ Mười auch in verschiedenen Regierungsfunktionen tätig: zunächst als Minister für Handel, ab 1969 als Stellvertreter des Vorsitzenden des Ministerrats und ab 1973 als Bauminister.
Nach 35 Jahren im Staatsdienst wurde Đỗ Mười im Juni 1988 zum Vorsitzenden des Ministerrats der Sozialistischen Republik Vietnam gewählt (bis 1991). In dieser Funktion wurde er zunehmend zum Symbol der konservativen Kräfte in der Führungsschicht.
Auf dem VII. Parteitag der KPV (24.–27. Juni 1991) kam es zu einer umfassenden personellen Veränderung: Đỗ Mười wurde als Nachfolger des damals 75-jährigen Nguyễn Văn Linh zum Generalsekretär der KPV gewählt. Bei dieser Wahl wurden sieben der 12 Mitglieder des herrschenden Politbüros ersetzt, und Ähnliches vollzog sich auch im Zentralkomitee der Partei. Wie Nguyễn trat auch Đỗ für Marktreformen ohne grundsätzliche Veränderung des politischen Systems ein (Đổi-mới-Reformen).
Parteifunktionäre betonten, dass Nguyễn aus Gesundheitsgründen zurücktrat und nicht gegen seinen Willen entfernt wurde. Đỗ Mười trat mit 80 Jahren in den Ruhestand. Er starb im Herbst 2018 im Alter von 101 Jahren.